# Pittsburgh Condors
I Pittsburgh Condors furono una franchigia di pallacanestro della American Basketball Association, attiva, sotto diverse nomi e in diverse città, tra il 1967 e il 1972.
Sotto la denominazione di Pittsburgh Pipers vinsero il primo titolo di sempre ABA nella stagione 1967-1968, inoltre possono vantare la più alta percentuale di vittorie nella storia dei playoff ABA (63,6%).

## Pittsburgh Pipers
La franchigia venne creata nel 1967 a Pittsburgh, assumendo il nome di Pittsburgh Pipers; la squadra fu la prima vincitrice del campionato ABA, soprattutto grazie all'ABA MVP e MVP dei Playoff di quella stagione Connie Hawkins.

## Minnesota Pipers
La squadra fu inspiegabilmente trasferita a Minneapolis, dietro la spinta della lega e del commissioner George Mikan, dove già una squadra con record vincente i Minnesota Muskies era stata trasferita a Miami, assumendo il nome di Minnesota Pipers. L'allenatore Vince Cazzetta decise di non seguire la squadra a Minneapolis, e si succedettero tre diversi allenatori (tra cui l'Hall of Famer Vern Mikkelsen) e Connie Hawkins fu limitato da diversi infortuni.
Dopo il raggiungimento dei Playoffs del 1969 - dai quali furono eliminati al primo turno proprio dai Miami Floridians - la proprietà, a fronte di 400.000 dollari di debito, decise di far ritorno a Pittsburgh.

## Pittsburgh Pipers
La squadra riprese il nome di Pittsburgh Pipers, ma dopo il passaggio in NBA di Connie Hawkins nel 1969, chiuderanno la stagione con solo 29 vittorie.

## Pittsburgh Condors
La franchigia assunse la denominazione di Pittsburgh Condors, nome con cui giocò le due stagioni successive, costellate da numerosi problemi e sconfitte, e dopo essersi inimicati i tifosi a seguito dell'abbandono della città dopo il titolo vinto nel 1968, la franchigia venne sciolta nel giugno del 1972.

## Record stagione per stagione
| Campione ABA | Campione di Division (Playoffs) | Campione di Division (Regular Season) |

| Stagione           | V   | P   | %    | Play-off                                                               | Risultati                                                                     |
| ------------------ | --- | --- | ---- | ---------------------------------------------------------------------- | ----------------------------------------------------------------------------- |
| Pittsburgh Pipers  |     |     |      |                                                                        |                                                                               |
| 1967-68            | 36  | 42  | 46,2 | Vincono Semifinali Division Vincono Finali Division Vincono Finali ABA | Pittsburgh 3, Indiana 0 Pittsburgh 4, Minnesota 1 Pittsburgh 4, New Orleans 3 |
| Minnesota Pipers   |     |     |      |                                                                        |                                                                               |
| 1968-69            | 36  | 42  | 46,2 | Perdono Semifinali Division                                            | Miami 4, Minnesota 3                                                          |
| Pittsburgh Pipers  |     |     |      |                                                                        |                                                                               |
| 1969-70            | 29  | 55  | 34,5 | -                                                                      | -                                                                             |
| Pittsburgh Condors |     |     |      |                                                                        |                                                                               |
| 1970-71            | 36  | 48  | 42,9 | -                                                                      | -                                                                             |
| 1971-72            | 25  | 59  | 29,8 | -                                                                      | -                                                                             |
| Totale ABA         | 180 | 228 | 44,1 |                                                                        |                                                                               |
| Playoff ABA        | 14  | 8   | 63,6 | 1 Titolo ABA                                                           | 1 Titolo ABA                                                                  |

## Membri della Basketball Hall of Fame
| Membri dei Pittsburgh /Minnesota Pipers nella Basketball Hall of Fame | Membri dei Pittsburgh /Minnesota Pipers nella Basketball Hall of Fame | Membri dei Pittsburgh /Minnesota Pipers nella Basketball Hall of Fame | Membri dei Pittsburgh /Minnesota Pipers nella Basketball Hall of Fame | Membri dei Pittsburgh /Minnesota Pipers nella Basketball Hall of Fame |
| Giocatori                                                             | Giocatori                                                             | Giocatori                                                             | Giocatori                                                             | Giocatori                                                             |
| Num.                                                                  | Nome                                                                  | Ruolo                                                                 | Stagione/i                                                            | Introdotto                                                            |
| --------------------------------------------------------------------- | --------------------------------------------------------------------- | --------------------------------------------------------------------- | --------------------------------------------------------------------- | --------------------------------------------------------------------- |
| 42                                                                    | Connie Hawkins                                                        | C/AG                                                                  | 1967–1969                                                             | 1992                                                                  |
| Buddy Jeannette                                                       | Buddy Jeannette                                                       | Allenatore                                                            | 1969–1970                                                             | 1994                                                                  |
| Vern Mikkelsen                                                        | Vern Mikkelsen                                                        | Allenatore                                                            | 1968–1969                                                             | 1995                                                                  |

## Allenatori
| Legenda | Legenda                                                                   |
| ------- | ------------------------------------------------------------------------- |
| PA      | Partite allenate                                                          |
| V       | Vittorie                                                                  |
| S       | Sconfitte                                                                 |
| V%      | Percentuale di vittorie                                                   |
|         | Ha trascorso l'intera sua carriera da allenatore ABA con i Pipers/Condors |
|         | Eletto nella Basketball Hall of Fame                                      |

| Pittsburgh Pipers  |                 |           |    |    |    |      |    |    |   |      |                   |       |
| 1                  | Vince Cazzetta  | 1967-1968 | 78 | 54 | 24 | .692 | 15 | 11 | 4 | .733 | 1 Titolo ABA 1968 | [ 1 ] |
| Minnesota Pipers   |                 |           |    |    |    |      |    |    |   |      |                   |       |
| 2                  | Jim Harding     | 1968-1969 | 33 | 20 | 13 | .606 | —  | —  | — | —    |                   | [ 2 ] |
| 3                  | Vern Mikkelsen  | 1968-1969 | 12 | 6  | 6  | .500 | —  | —  | — | —    |                   | [ 3 ] |
| 4                  | Verl Young      | 1969      | 33 | 10 | 23 | .303 | 7  | 3  | 4 | .429 |                   | [ 4 ] |
| Pittsburgh Pipers  |                 |           |    |    |    |      |    |    |   |      |                   |       |
| 5                  | John Clark      | 1969-1970 | 39 | 14 | 25 | .359 | —  | —  | — | —    |                   | [ 5 ] |
| 6                  | Buddy Jeannette | 1970      | 45 | 15 | 30 | .333 | —  | —  | — | —    |                   | [ 6 ] |
| Pittsburgh Condors |                 |           |    |    |    |      |    |    |   |      |                   |       |
| 7                  | Jack McMahon    | 1970–1971 | 94 | 40 | 54 | .426 | —  | —  | — | —    |                   | [ 7 ] |
| 8                  | Mark Binstein   | 1971–1972 | 74 | 21 | 53 | .284 | —  | —  | — | —    |                   | [ 8 ] |

## Leader di franchigia
Le statistiche prendono in considerazione le partite di regular season ABA.
1. John Brisker: 5.349
2. George Thompson: 4.109
3. Charlie Williams: 3.840
4. Mike Lewis: 3.727
5. Connie Hawkins: 3.295

1. Connie Hawkins: 28,2
2. John Brisker: 26,1
3. George Thompson: 19,9
4. Charlie Williams: 19,0
5. Chico Vaughn: 17,7

1. Mike Lewis: 295
2. George Thompson: 206
3. John Brisker: 205
4. Charlie Williams: 202
5. Stew Johnson: 182

1. Mike Lewis: 930
2. John Brisker: 562
3. Charlie Williams: 557
4. George Thompson: 537
5. Skeeter Swift: 534

1. Mike Lewis: 3.714
2. Trooper Washington: 1.984
3. John Brisker: 1.654
4. Connie Hawkins: 1.479
5. Stew Johnson: 1.303

1. Chico Vaughn: 306
2. John Brisker: 166
3. Charlie Williams: 143
4. George Thompson: 71
5. Art Heyman: 69

## Palmarès
Titoli ABA: 1
Pittsburgh Pipers: 1968
Titoli ABA Division (Playoffs): 1
Pittsburgh Pipers: 1968
Titoli ABA Division (Regular Season): 1
Pittsburgh Pipers: 1967-1968

## Riconoscimenti individuali
ABA Most Valuable Player Award
- Connie Hawkins - 1968

ABA Playoffs Most Valuable Player
- Connie Hawkins - 1968

ABA All-Rookie Team
- Trooper Washington - 1968
- John Brisker - 1970

ABA Coach of the Year Award
- Vince Cazzetta - 1969

ABA All-Time Team
- Connie Hawkins

All-ABA First Team
- Connie Hawkins - 1968, 1969
- Charlie Williams - 1968

All-ABA Second Team
- John Brisker - 1971

ABA All-Star Game
- Connie Hawkins - 1968, 1969
- Charlie Williams - 1969, 1970
- John Brisker - 1971, 1972
- Chico Vaughn - 1968
- Trooper Washington - 1969
- Mike Lewis - 1971